# Hystricia caliginosa
Hystricia caliginosa är en tvåvingeart som först beskrevs av Walker 1853.  Hystricia caliginosa ingår i släktet Hystricia och familjen parasitflugor. Inga underarter finns listade i Catalogue of Life.